# Linus Görg
Linus Alexander Görg (* 8. Februar 1994 in Hamburg als Linus Jünemann) ist ein deutscher Politiker (Bündnis 90/Die Grünen).
Linus Görg wuchs in Hamburg auf. Er ist als ausgebildeter Gesundheits- und Krankenpfleger tätig.
Görg trat 2017 in die Partei Bündnis 90/Die Grünen ein. Er hat seit Mai 2019 ein Mandat in der Bezirksversammlung Wandsbek inne. Bei der Wahl zur Hamburger Bürgerschaft 2020 erhielt er ein Listenmandat.